# Яготинський цукровий завод
Яготинський цукровий завод — підприємство харчової промисловості (цукровий завод) у місті Яготин, Київська область.

## Історія

### 1910—1917
Цукрорафінадний завод у волосному центрі Яготин Пирятинського повіту Полтавської губернії побудований акціонерним товариством у 1910—1911 роки. У сезон цукроваріння 1913/1914 рр. на підприємстві працювали 21 постійний і 360 сезонних працівників, перероблено 3800 берковців цукрових буряків.
Після Лютневої революції 1917 року робітники цукрового заводу спільно з місцевими жителями брали участь у демонстраціях і в обранні Ради робітничих і солдатських депутатів.

### 1918—1991
2 січня 1918 року в Яготині мав місце виступ селян, які прогнали управителів економії цукрового заводу і розібрали її майно. В лютому 1918 року в Яготині встановлена радянська влада, але вже 12 березня 1918 року поселення опинилося в зоні бойових дій, а 16 лютого 1918 року його окупували німецькі війська (які залишалися тут до листопада 1918 року).
5 лютого 1919 року в Яготині відновлена радянська влада, після відновлення роботи і волосного ревкому партійного комітету цукровий завод був націоналізований, але влітку 1919 року Яготин зайняли війська ЗСПР (які залишалися тут до 7 грудня 1919 року).
Після закінчення бойових дій громадянської війни, у 1920 році почалося відновлення підприємства (припинив роботу в 1919 році). В ході проведеної навесні-влітку 1920 року земельної реформи за цукровим заводом були закріплені 1500 десятин орної землі. Крім того, в 1920 році при заводі організовані початкова школа та школа ліквідації неписьменності.
В 1923 році при підприємстві розпочала роботу 7-річна школа (на 200 учнів), а частину земельного фонду заводу передали селянам.
Восени 1923 року з Баришівських торфорозробок на завод почало надходити паливо, і підприємство відновило роботу. У перший сезон цукроваріння 1923/1924 рр. на підприємстві в три зміни працювали 55 постійних і 669 сезонних працівників, які переробляли 3726 берковців цукрових буряків на добу.
Після створення в 1930 році Яготинської МТС і механізації сільського господарства цукровий завод перетворений в цукровий комбінат, який переробляв 12 тис. центнерів буряків на добу.
В ході Другої світової війни 15 вересня 1941 року Яготин був окупований німецькими військами, які повністю зруйнували цукровий завод і електростанцію. 21 вересня 1943 року в Яготин повернулися радянські війська, після чого почалося відновлення підприємства.
Восени 1944 року Яготинський цукровий комбінат імені Ілліча відновив роботу і дав першу продукцію.
У 1960 році бурякорадгосп цукрокомбінату і об'єднаний колгосп ім. Ілліча об'єдналися в радгосп ім. Ілліча.
У 1961 році комбінат переробляв 18 — 20 тис. центнерів буряків на добу, але у відповідності з семирічним планом розвитку народного господарства (1959—1965) він був реконструйований і оснащений новим обладнанням, що дозволило збільшити його продуктивність.
У 1965 році в Яготині введений в експлуатацію експериментальний цукровий завод (повністю механізоване підприємство, яке служило базою для досліджень нових технологій і методів виробництва) — єдине в СРСР підприємство подібного роду.
У 1969 році радгосп ім. Ілліча реорганізований у самостійне господарство — Яготинський бурякокомбінат, а цукровий комбінат підпорядкований Міністерству харчової промисловості СРСР як підприємство загальносоюзного значення.
У 1970 році Яготинський цукровий комбінат і Яготинський експериментальний завод об'єднали в єдине підприємство — Всесоюзне науково-виробниче об'єднання «Цукор».
В цілому, в радянський час комбінат входив до числа найбільших підприємств міста.

### Після 1991
Після проголошення незалежності України державне підприємство перетворено в орендне підприємство.
У березні 1995 року Верховна Рада України внесла комбінат в перелік підприємств, приватизація яких заборонена у зв'язку з їх загальнодержавним значенням. Надалі, після приватизації радгоспу, комбінат був реорганізований у Яготинський цукровий завод.
У травні 1995 року Кабінет Міністрів України затвердив рішення про приватизацію Яготинського цукрового заводу, після чого орендне підприємство перетворено у відкрите акціонерне товариство.
6 березня 2018 року пішохідний міст на вул. Вокзальна, що перебував у власності заводу, переданий у комунальну власність міста.